# Goux (Jura)
Pour les articles homonymes, voir Goux.
Goux est une ancienne commune française du département du Jura. En 1974, la commune est absorbée par Dole. Elle devient une commune associée de cette dernière jusqu'en 2014 où elle prend le statut de commune déléguée.

## Histoire
Le 1er janvier 1974, la commune est absorbée par Dole et devient commune associée de cette dernière. Elle garde son statut de commune associée jusqu'au 1er janvier 2014 où elle devient commune déléguée.

## Politique et administration

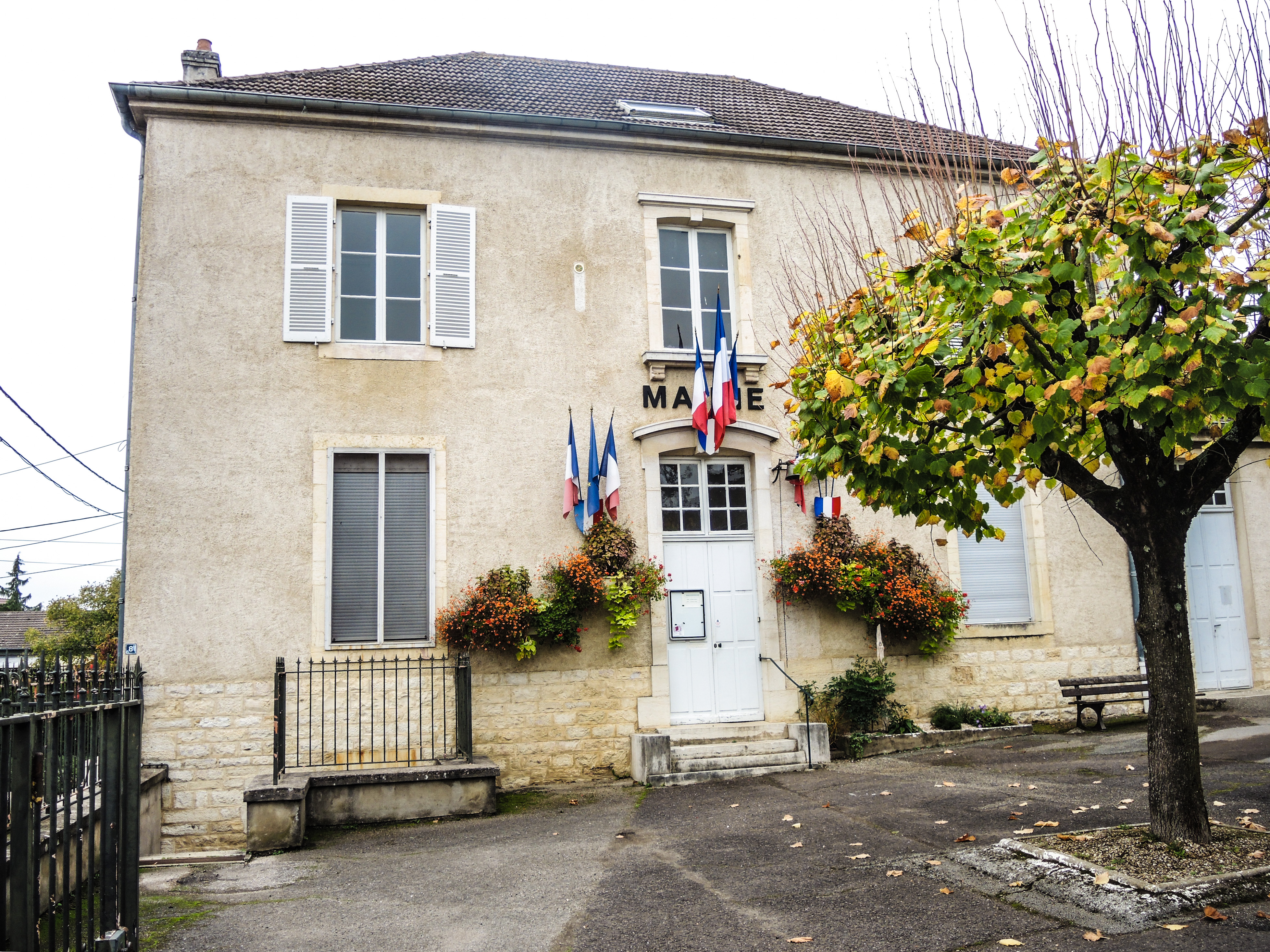
Mairie de la commune déléguée.

## Population et société

### Démographie
| 1793 | 1800 | 1806 | 1821 | 1831 | 1836 | 1841 | 1846 | 1851 |
| ---- | ---- | ---- | ---- | ---- | ---- | ---- | ---- | ---- |
| 235  | 231  | 270  | 316  | 328  | 337  | 347  | 320  | 332  |

| 1856 | 1861 | 1866 | 1872 | 1876 | 1881 | 1886 | 1891 | 1896 |
| ---- | ---- | ---- | ---- | ---- | ---- | ---- | ---- | ---- |
| 320  | 307  | 311  | 281  | 267  | 283  | 249  | 260  | 231  |

| 1901 | 1906 | 1911 | 1921 | 1926 | 1931 | 1936 | 1946 | 1954 |
| ---- | ---- | ---- | ---- | ---- | ---- | ---- | ---- | ---- |
| 218  | 223  | 193  | 215  | 207  | 201  | 170  | 198  | 227  |

| 1962 | 1968 | - | - | - | - | - | - | - |
| ---- | ---- | - | - | - | - | - | - | - |
| 205  | 231  | - | - | - | - | - | - | - |

## Culture locale et patrimoine

### Lieux et monuments

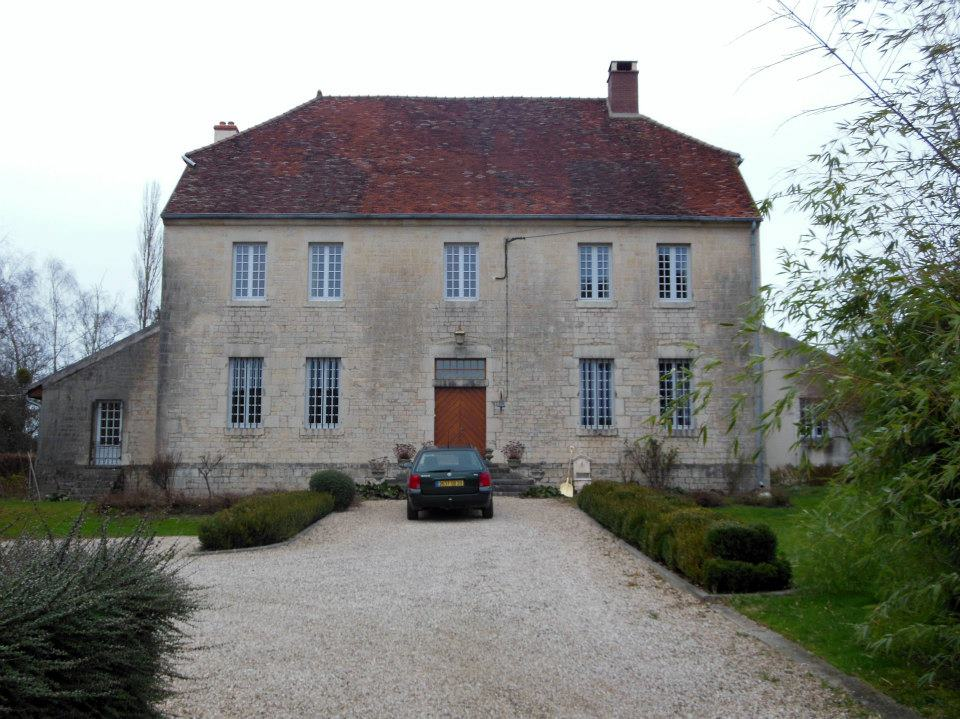
Ancienne demeure XVIIIe de Charles de Dortan à Goux.

- la demeure (XVIIIe siècle) de Goux, qui a appartenu à Charles de Dortan, député de Dole en 1789[3],[4].

### Personnalités liées à la commune
- Charles François Marie Joseph de Dortan (1741-1799), homme politique, député de Dole aux États généraux de 1789 ; a donné son nom a une rue du village.

## Pour approfondir